# 4730 Сінмінчжоу
4730 Сінмінчжоу (4730 Xingmingzhou) — астероїд головного поясу, відкритий 7 грудня 1980 року.
Тіссеранів параметр щодо Юпітера — 3,180.
Названо на честь китайського астронома-аматора Чжоу Сінміна (кит.: 周興明).